# Ogyris hopensis
Ogyris hopensis är en fjärilsart som beskrevs av Burns 1948. Ogyris hopensis ingår i släktet Ogyris och familjen juvelvingar. Inga underarter finns listade i Catalogue of Life.